# Čikla (Bela) podor
Čikla podor (plaz Čikla) je v Karavankah, v Podbelščici, zahodno od izvira potoka Čikla, nižje od zelenice (psevdovrtače) Vrtača (približno 100 m nižje in zahodneje), približno 350 m zahodno od Olipove planine, na nadmorski višini približno 1150 m, ob spodnjem robu fosilnega plaza Čikla. To je aktiven podor, v katerem se kažejo »žile« sipkih materialov, pa tudi »žile« temnosivih meljevcev,  kar včasih ob večjih nalivih omogoča nastanek manjših drobirskih tokov, ki pa se po nekaj sto metrih običajno umirijo, ter tako ne ogrožajo nikogar. Na manjši površini (približno 100 x 120 m) se v zelo strmem pobočju pojavljajo razpoke in raztrganine, ki se počasi povečujejo in širijo, odtrgana zemljina pa se plazi v grapo potoka Čikla, kamor se občasno kotalijo tudi večmeterski kamniti bloki.